# Коул Крик (округ Фримонт, Колорадо)
Коул Крик (енгл. Coal Creek, Fremont County) град је у америчкој савезној држави Колорадо.

## Демографија
По попису из 2010. године број становника је 343, што је 40 (13,2%) становника више него 2000. године.
| Група             | 2000.       | 2010.       |
| Белци             | 281 (92,7%) | 313 (91,3%) |
| Афроамериканци    | 2 (0,7%)    | 0 (0,0%)    |
| Азијати           | 1 (0,3%)    | 1 (0,3%)    |
| Хиспаноамериканци | 6 (2,0%)    | 18 (5,2%)   |
| Укупно            | 303         | 343         |